# シュトラウビング
シュトラウビング（Straubing）はドイツバイエルン州ニーダーバイエルン行政管区にある郡独立市。ドナウ川河畔にあり、シュトラウビング＝ボーゲン郡に完全に取り囲まれている。

## 歴史
この地に人が住み始めたのは新石器時代のことである。
前16-14年にローマ人が侵入した。ローマ人によってラエティア属州が設置され、現在のシュトラウビングにつながるソルウィオドルム(Sorviodorum)が建設された。ローマ帝国による支配は400年続いた。
9世紀に教会が建てられるとそれを中心に市街地が発達した。1218年、バイエルン公ルートヴィヒ1世の命で新市街が建設された。三十年戦争中の1633年にはスウェーデン軍に包囲された。1944年から1945年にかけて、アメリカ軍の爆撃を何度か受けた。

## 姉妹都市
- ロマン＝シュル＝イゼール
- ヴェルス
- チュアム

## 企業
- ゼンネボーゲン - 建設機械メーカー

## 人物

### 出身者
- ヨゼフ・フォン・フラウンホーファー : 物理学者
- ミヒャエル・ユラック : 柔道家
- ミヒャエル・カローリ : ミュージシャン
- ジークフリート・マウザー : ピアニスト
- エマヌエル・シカネーダー : 俳優
- ハンニ・ウェンツェル : アルペンスキー選手
- マルクス・ヴァインツィール : サッカー選手、サッカー指導者

### ゆかりの人物
- ダン・ラトゥシュニー : シュトラウビング・ティーガースヘッドコーチ
- オットー・クレッチマー : Uボート船長。当地で死去
- アグネス・ベルナウアー : 当地で処刑